# 霍城县
霍城縣（維吾爾語：قورغاس ناھىيىسى‎，拉丁维文：Qorghas Nahiyisi）是新疆维吾尔自治区伊犁哈萨克自治州下属的一个县。县人民政府驻水定鎮。区域总面积3,545.79平方公里。

## 地理
霍城北为天山支脉科古尔琴山与博尔塔拉蒙古自治州之博乐市为界，西邻霍尔果斯市，南濒伊犁河与察布查尔锡伯自治县隔河相望，西邻伊宁市、伊宁市。东距伊宁市区约45公里。面积5460平方公里

## 人口
2020年末，根据第七次人口普查数据显示：全县常住人口为243303人。
人口約34万，包括有漢族、維吾爾族、哈萨克族等29个民族组成。下辖有7乡3镇、6个国营农牧场和清水河经济开发区、霍尔果斯边民互市贸易市场。

## 資源
霍城县的農業以種植小麦、玉米為主，另有經濟作物包括甜菜、棉花、烤烟、蘋果，畜牧業以牛、羊為主，礦產有煤、磷、铁、金、银、铜、石灰石、冰洲石、大理石等。
霍城县种植了全国面积最大、密度最高的薰衣草田，每到6-8月份，霍城附近马路两侧的农田内都会有薰衣草开放。

## 历史
1914年，民国政府从原绥定县析置霍尔果斯县。中华人民共和国成立后，绥定、霍尔果斯县属伊犁地区，霍尔果斯县汉语改称霍城县。1965年国务院将绥定县改名为水定县。1966年国务院撤销水定县，将水定县行政区域划给霍城县。
1977年，发生伊犁农垦局六十一团场礼堂火灾，造成死亡694人、烧伤致残161人。
2014年，原霍城县伊车嘎善锡伯乡、莫乎尔牧场、新疆生产建设兵团农四师61团和62团、霍尔果斯口岸划归新成立的霍尔果斯市。

## 行政区划
霍城县下辖5个镇、3个乡、1个民族乡：
水定镇、清水河镇、芦草沟镇、惠远镇、萨尔布拉克镇、兰干乡、三道河乡、三宫回族乡、大西沟乡、果子沟牧场和霍城县良种繁育中心。

## 交通
- 218国道
- 219国道
- 312国道
- 连霍高速
- 清伊高速
- 果子沟大桥